# Ricardo Gabriel Álvarez
Ricardo Gabriel Álvarez (Buenos Aires, 1988. március 12. –) argentin válogatott labdarúgó, jelenleg a Sampdoria játékosa. Posztját tekintve támadó középpályás.

## Sikerei, díjai
Vélez Sársfield
- Argentin bajnok (2): 2009 Clausura, 2011 Clausura